# Catedral de Santa María (Tallin)
La Catedral de Santa María (en estonio: Toomkirik; en alemán: Ritter- und Domkirche; nombre completo: Catedral Episcopal de la Santísima Virgen María de Tallin; en estonio: Tallinna Püha Neitsi Maarja Piiskoplik Toomkirik) es una catedral luterana ubicada en la colina de Toompea, en el centro medieval de Tallin, capital de Estonia. Fundada en el siglo XIII, es la iglesia más antigua de Tallin y de Estonia continental, y el único edificio de Toompea que sobrevivió al incendio del siglo XVII.
La iglesia se fundó originalmente en el siglo XIII como catedral católica, después de que Tallin y el norte de Estonia fueran conquistados por el Reino de Dinamarca durante las cruzadas bálticas. Tras la Reforma protestante, la iglesia se convirtió al cristianismo luterano en 1561 y actualmente es la sede del arzobispo de Tallin, líder espiritual y presidente del sínodo rector de la Iglesia Evangélica Luterana de Estonia.
La iglesia es monumento cultural nacional de Estonia desde el 20 de septiembre de 1995.